# Dudinskoje (obwód wołogodzki)
Dudinskoje (ros. Дудинское) – wieś w Rosji, w rejonie wołogodzkim obwodu wołogodzkiego. W 2010 r. liczyła 133 mieszkańców.